# Football Club Fleury 91 2017-2018
Questa voce raccoglie le informazioni riguardanti la squadra femminile del Football Club Fleury 91 nelle competizioni ufficiali della stagione 2017-2018.

## Divise e sponsor
La grafica delle divise ripropone i colori sociali del club, il rosso e il nero. Il main sponsor era a società di trasporti Bovis, lo sponsor tecnico, fornitore delle tenute da gioco, Nike.
| Casa | Trasferta |

## Organigramma societario
Area tecnica
- Allenatore:
- Allenatore:
- Vice allenatore:
- Preparatore dei portieri:
- Preparatore atletico:
- Medico sociale:
- Fisioterapista:

## Rosa
Rosa, ruoli e numeri di maglia come da sito statsfootofeminin.fr.
| N. |                    | Ruolo | Calciatore            |
| -- | ------------------ | ----- | --------------------- |
| 1  | Francia (bandiera) | P     | Pauline Benoist       |
| 2  | Francia (bandiera) | D     | Céline Bocquet        |
| 4  | Francia (bandiera) | D     | Léonie Multari        |
| 5  | Francia (bandiera) | D     | Julie Belouet         |
| 6  | Francia (bandiera) | A     | Lilas Traïkia         |
| 7  | Francia (bandiera) | A     | Danaé Dunord          |
| 8  | Francia (bandiera) | C     | Corinne Lebailly      |
| 9  | Francia (bandiera) | A     | Sarah Palacin         |
| 10 | Francia (bandiera) | A     | Céline Chatelain      |
| 11 | Francia (bandiera) | A     | Julie Machart-Rabanne |
| 12 | Francia (bandiera) | C     | Audrey Maquerlot      |
| 14 | Francia (bandiera) | C     | Marie Pasquet         |
| 15 | Francia (bandiera) | D     | Léna Jouan            |

| N. |                    | Ruolo | Calciatore             |
| -- | ------------------ | ----- | ---------------------- |
| 16 | Francia (bandiera) | P     | Maryne Gignoux-Soulier |
| 17 | Marocco (bandiera) | C     | Salma Amani            |
| 18 | Francia (bandiera) | C     | Marine Coudon          |
| 19 | Francia (bandiera) | C     | Daphné Corboz          |
| 20 | Francia (bandiera) | C     | Charlotte Fernandes    |
| 22 | Francia (bandiera) | D     | Gwenaëlle Butel        |
| 23 | Francia (bandiera) | D     | Teninsoun Sissoko      |
| 21 | Francia (bandiera) | C     | Maéva Clémaron         |
| 24 | Francia (bandiera) | A     | Sandra Chatoux         |
| 27 | Francia (bandiera) | D     | Félicia Mollet         |
| 28 | Francia (bandiera) | D     | Marine Haupais         |
| 29 | Francia (bandiera) | C     | Claire Lavogez         |
| 35 | Francia (bandiera) | P     | Natacha Milosev        |

## Calciomercato

### Sessione estiva
| Acquisti | Acquisti          | Acquisti            | Acquisti   |
| R.       | Nome              | da                  | Modalità   |
| -------- | ----------------- | ------------------- | ---------- |
| P        | Maryne Gignoux    | Guingamp            | definitivo |
| D        | Léna Jouan        | FCF Juvisy          | definitivo |
| D        | Léonie Multari    | Olympique Marsiglia | definitivo |
| D        | Teninsoun Sissoko | Saint-Étienne       | definitivo |
| C        | Daphné Corboz     | Sky Blue            | definitivo |
| C        | Salma Amani       | Guingamp            | definitivo |
| C        | Maéva Clémaron    | Saint-Étienne       | definitivo |
| A        | Sarah Palacin     | Paris Saint-Germain | definitivo |

| Cessioni | Cessioni | Cessioni | Cessioni |
| R.       | Nome     | a        | Modalità |
| -------- | -------- | -------- | -------- |
|          |          |          |          |

### Sessione invernale
| Acquisti | Acquisti       | Acquisti        | Acquisti    |
| R.       | Nome           | da              | Modalità    |
| -------- | -------------- | --------------- | ----------- |
| C        | Claire Lavogez | Olympique Lione | in prestito |

| Cessioni | Cessioni | Cessioni | Cessioni |
| R.       | Nome     | a        | Modalità |
| -------- | -------- | -------- | -------- |
|          |          |          |          |

## Risultati

### Division 1

#### Girone di andata
| Arbitro: | Loidon |

|              |           |                                                   |
| Fernandes 9’ | Marcatori | 5’, 52’ (rig.), 68’ Thiney 11’ Jaurena 47’ Catala |

| Arbitro: | Guillemin |

| |           |  |
| Torrecilla 31’ Veje 34’ Blackstenius 41’ Gauvin 47’, 60’ Toletti 50’ Cayman 57’ (rig.) Léger 90+1’ | Marcatori |  |

| Arbitro: | Burban |

|  |           |               |
|  | Marcatori | 72’ Rodrigues |

| Arbitro: | Loidon |

|                          |           |                     |
| Tandia 27’ Bourgouin 62’ | Marcatori | 71’ Machart-Rabanne |

| Arbitro: | Coppola |

|           |           |                                       |
| Amani 46’ | Marcatori | 51’ (aut.) Bruère-Clément 90+4’ Coryn |

| Arbitro: | Vanderstichel |

|                |           |  |
| Saulnier 90+3’ | Marcatori |  |

| Arbitro: | Soriano |

|  |           |                              |
|  | Marcatori | 11’ (aut.) Multari 57’ Delie |

| Arbitro: | Dallongeville |

|                                  |           |            |
| Laplacette 61’ (aut.) Corboz 72’ | Marcatori | 14’ Caputo |

| Arbitro: | Coppola |

|                                                                                  |           |  |
| Marozsán 34’ Ad. Hegerberg 48’ Kumagai 67’ (rig.) Le Sommer 76’ D. Cascarino 85’ | Marcatori |  |

| Arbitro: | Soriano |

|                       |           |  |
| Palacin 7’ Dunord 81’ | Marcatori |  |

| Arbitro: | Beyer |

|               |           |                                   |
| Le Garrec 27’ | Marcatori | 40’ Machart-Rabanne 70’ Fernandes |

#### Girone di ritorno
| Arbitro: | Vanderstichel |

|             |           |            |
| Lavogez 35’ | Marcatori | 5’ Tonazzi |

| Arbitro: | Coppola |

|                                  |           |                                       |
| Cambot 47’ Ali Nadjim 70’, 90+2’ | Marcatori | 40’ Palacin 78’ Lavogez 88’ Chatelain |

| Arbitro: | Loidon |

|           |           |  |
| Amani 84’ | Marcatori |  |

| Arbitro: | Bartnik |

|                       |           |                                 |
| Sarr 31’ Demeyere 62’ | Marcatori | 12’ Machart-Rabanne 37’ Lavogez |

| Arbitro: | Loidon |

|  |           |            |
|  | Marcatori | 39’ Khoury |

| Arbitro: | Maika Vanderstichel |

|                                            |           |                             |
| Diani 17’ Delie 19’ Hermoso 33’ Katoto 80’ | Marcatori | 62’ (aut.) Delie 83’ Dunord |

| Arbitro: | Guillemin |

|  |           |             |
|  | Marcatori | 37’ Palacin |

| Arbitro: | Coppola |

|             |           |                                          |
| Haupais 86’ | Marcatori | 13’, 47’ Ad. Hegerberg 59’ Van de Sanden |

| Arbitro: | Vanderstichel |

|                                         |           |             |
| Lemaître 29’ Tyryškina 43’ De Sousa 89’ | Marcatori | 53’ Lavogez |

| Arbitro: | Guillemin |

|                     |           |  |
| Machart-Rabanne 45’ | Marcatori |  |

| Parigi 27 maggio 2018, ore 15:00 CEST 22ª giornata | Paris FC | 0 – 0 referto | Fleury | Stadio Sébastien Charléty (960 spett.) |

### Coppa di Francia
| Arbitro: | Bagrowski |

|                                                             |           |                                                 |
| Amani 16’, 62’ (rig.) Corboz 60’ (rig.) Machart-Rabanne 75’ | Marcatori | 15’ Ngo Ndoumbouk 44’ Zouga Edoa 58’ Goumeziane |

| Arbitro: | Vanderstichel |

|                       |           |  |
| Soulard 5’ Cardia 90’ | Marcatori |  |

## Statistiche

### Statistiche di squadra
| Competizione     | Punti | In casa | In casa | In casa | In casa | In casa | In casa | In trasferta | In trasferta | In trasferta | In trasferta | In trasferta | In trasferta | Totale | Totale | Totale | Totale | Totale | Totale | DR  |
| Competizione     | Punti | G       | V       | N       | P       | Gf      | Gs      | G            | V            | N            | P            | Gf           | Gs           | G      | V      | N      | P      | Gf     | Gs     | DR  |
| ---------------- | ----- | ------- | ------- | ------- | ------- | ------- | ------- | ------------ | ------------ | ------------ | ------------ | ------------ | ------------ | ------ | ------ | ------ | ------ | ------ | ------ | --- |
| Division 1       | 22    | 11      | 4       | 1       | 6       | 10      | 16      | 11           | 2            | 3            | 6            | 12           | 29           | 22     | 6      | 4      | 12     | 22     | 45     | -23 |
| Coppa di Francia | -     | 1       | 1       | 0       | 0       | 4       | 3       | 1            | 0            | 0            | 1            | 0            | 2            | 2      | 1      | 0      | 1      | 4      | 5      | -1  |
| Totale           | -     | 12      | 5       | 1       | 6       | 14      | 19      | 12           | 2            | 3            | 7            | 12           | 31           | 24     | 7      | 4      | 13     | 26     | 50     | -24 |

### Andamento in campionato
| Giornata  | 1  | 2  | 3  | 4  | 5  | 6  | 7  | 8  | 9  | 10 | 11 | 12 | 13 | 14 | 15 | 16 | 17 | 18 | 19 | 20 | 21 | 22 |
| --------- | -- | -- | -- | -- | -- | -- | -- | -- | -- | -- | -- | -- | -- | -- | -- | -- | -- | -- | -- | -- | -- | -- |
| Luogo     | C  | T  | C  | T  | C  | T  | C  | C  | T  | C  | T  | C  | T  | C  | T  | C  | T  | T  | C  | T  | C  | T  |
| Risultato | P  | P  | P  | P  | P  | P  | P  | V  | P  | V  | V  | N  | N  | V  | N  | P  | P  | V  | P  | P  | V  | N  |
| Posizione | 10 | 12 | 12 | 12 | 12 | 12 | 12 | 11 | 11 | 11 | 9  | 9  | 10 | 7  | 7  | 9  | 10 | 8  | 9  | 11 | 8  | 8  |

Legenda:

Luogo: C = Casa; T = Trasferta. Risultato: V = Vittoria; N = Pareggio; P = Sconfitta.

### Statistiche delle giocatrici
| Giocatore          | Division 1 | Division 1 | Division 1  | Division 1 | Coppa di Francia | Coppa di Francia | Coppa di Francia | Coppa di Francia | Totale   | Totale | Totale      | Totale     |
| Giocatore          | Presenze   | Reti       | Ammonizioni | Espulsioni | Presenze         | Reti             | Ammonizioni      | Espulsioni       | Presenze | Reti   | Ammonizioni | Espulsioni |
| ------------------ | ---------- | ---------- | ----------- | ---------- | ---------------- | ---------------- | ---------------- | ---------------- | -------- | ------ | ----------- | ---------- |
| S. Amani           | 19         | 2          | 2           | 0          | 2                | 2                | 0                | 0                | 21       | 4      | 2           | 0          |
| J. Belouet         | 1          | 0          | 0           | 0          | -                | -                | -                | -                | 1        | 0      | 0           | 0          |
| P. Benoist         | 0          | 0          | 0           | 0          | 0                | 0                | 0                | 0                | 0        | 0      | 0           | 0          |
| C. Bocquet         | 1          | 0          | 1           | 0          | -                | -                | -                | -                | 1        | 0      | 1           | 0          |
| C. Bruère-Clément  | 6          | 0          | 1           | 0          | -                | -                | -                | -                | 6        | 0      | 1           | 0          |
| G. Butel           | 16         | 0          | 3           | 0          | 1                | 0                | 0                | 0                | 17       | 0      | 3           | 0          |
| C. Chatelain       | 22         | 1          | 3           | 0          | 2                | 0                | 1                | 0                | 24       | 1      | 4           | 0          |
| M. Clémaron        | 18         | 0          | 7           | 0          | 1                | 0                | 0                | 0                | 19       | 0      | 7           | 0          |
| D. Corboz          | 18         | 1          | 1           | 0          | 2                | 1                | 0                | 0                | 20       | 2      | 1           | 0          |
| M. Coudon          | 22         | 0          | 2           | 0          | 2                | 0                | 0                | 0                | 24       | 0      | 2           | 0          |
| D. Dunord          | 16         | 2          | 0           | 0          | 2                | 0                | 0                | 0                | 18       | 2      | 0           | 0          |
| C. Fernandes       | 22         | 2          | 2           | 0          | 2                | 0                | 0                | 0                | 24       | 2      | 2           | 0          |
| M. Gignoux-Soulier | 22         | -45        | 1           | 0          | 2                | -5               | 0                | 0                | 24       | -50    | 1           | 0          |
| M. Haupais         | 11         | 1          | 3           | 0          | 2                | 0                | 0                | 0                | 13       | 1      | 3           | 0          |
| L. Jouan           | 3          | 0          | 0           | 0          | 0                | 0                | 0                | 0                | 3        | 0      | 0           | 0          |
| C. Lavogez         | 11         | 4          | 1           | 0          | 1                | 0                | 0                | 0                | 12       | 4      | 1           | 0          |
| C. Lebailly        | 4          | 0          | 1           | 0          | -                | -                | -                | -                | 4        | 0      | 1           | 0          |
| J. Machart-Rabanne | 22         | 4          | 0           | 0          | 2                | 1                | 0                | 0                | 24       | 5      | 0           | 0          |
| N. Milosev         | -          | -          | -           | -          | -                | -                | -                | -                | -        | -      | -           | -          |
| F. Mollet          | 3          | 0          | 0           | 0          | -                | -                | -                | -                | 3        | 0      | 0           | 0          |
| L. Multari         | 18         | 0          | 4           | 0          | 2                | 0                | 1                | 0                | 20       | 0      | 5           | 0          |
| S. Palacin         | 22         | 3          | 2           | 0          | 2                | 0                | 0                | 0                | 24       | 3      | 2           | 0          |
| M. Pasquet         | 1          | 0          | 0           | 0          | -                | -                | -                | -                | 1        | 0      | 0           | 0          |
| T. Sissoko         | 20         | 0          | 1           | 0          | 1                | 0                | 1                | 0                | 21       | 0      | 2           | 0          |
| L. Traïkia         | 9          | 0          | 0           | 0          | 2                | 0                | 0                | 0                | 11       | 0      | 0           | 0          |